# Болотов, Эдуард Сергеевич
Эдуард Сергеевич Болотов (род. 1933) — советский и российский промышленный деятель, учёный; лауреат Ленинской премии.
Генеральный директор и генеральный конструктор МНТО (с 1992 года — ЗАО) «Технологии информатизации» (ЗАО «Техинфо»), с 1997 года — одновременно и группы компаний «Техинфо» во главе с ЗАО «Холдинговая компания Техинфо-Групп».
Полковник (1976), кандидат технических наук (1972), доктор технических наук (1987),.
Автор докладной записки Президенту РФ В. В. Путину.

## Биография
Родился 7 февраля 1933 года в г. Минеральные Воды.
Окончил Киевский политехнический институт (1955).
В 1955—1959 годах — старший инженер-испытатель (полигон Байконур).
В 1959—1977 годах — начальник 38-го отдела, в 1977—1984 — заместитель начальника управления 50-го ЦНИИ КС им. М. К.
Тихонравова (г. Москва).
В 1984—1989 годах — начальник СНТО − заместитель начальника НТЦ НИИ АА (НПО «Кибернетика»), главный конструктор Резервной системы
управления СССР.

## Достижения
С участием Болотова и под его руководством разработаны:
- система автоматизированного управления космическими аппаратами СССР в ближнем и дальнем Космосе (1954—1964);
- система управления спутниками связи СССР (1965—1967);
- система «Корунд» (1968—1974), система АСУ ВКС (1975—1983);
- объект 413 (на базе системы «Эльбрус», систем искусственного интеллекта, на объектах силовых структур, в том числе на подвижных, наземных и космических);
- проект Программы создания системы ОМЕГА (1984—1989);
- проект и Программа КОЗЕРОГ, РУБИКОН, КОМПЛЕКС (1989—1990);
- проект и программа «Автоматизированная информационная система промышленности РСФСР (АИС Россия)» для управления промышленностью, экономикой и финансами России на этапе перехода к рынку и в условиях рыночной экономики (1991—1992);
- проект, программа и Опытный регион «Интегрированной информационно-телекоммуникационной системы», создаваемой в развитие «АИС Россия» — в регионах РФ и за рубежом (США — реализован, Индия, Лаос, Австралия — на стадии рабочего проекта) (1993—1996);
- развитие проекта и программы ИИТС в проект Президентской программы и ИИТР (1997—2003).

Э. С. Болотов — автор 168 работ научно-технического и прикладного характера. Подготовил 12 кандидатов наук, имеет 11 изобретений.

## Награды и звания
- Награждён орденом Красной Звезды (1980) и многими медалями.
- Лауреат Ленинской премии в области науки и техники (1974 — за руководство работами по созданию Центра оперативно-технического управления спутниковой связью).
- Почетный радист СССР.